# Copa Provoste
La Copa Provoste, fue disputada una sola vez en un partido único amistoso, entre las selecciones de fútbol de Chile y Bolivia, el 24 de julio de 1973 en Chile. El campeón fue el seleccionado local, el cual se impuso por 3 tantos contra 0.

## Campeón
| Año          | País Ganador |
| ------------ | ------------ |
| 1973 Detalle | Chile        |

## Palmarés
| Títulos | País    | Año  |
| ------- | ------- | ---- |
| 1       | Chile   | 1973 |
| 0       | Bolivia |      |